# Eat Sleep Play
Eat Sleep Play foi uma empresa de videogame formada em 2007 por Scott Campbell e David Jaffe, diretor das séries Twisted Metal e God of War. A Eat Sleep Play entrou em um acordo de plataforma exclusiva com a Sony pedindo a conclusão de mais três jogos de console/portátil em três anos de desenvolvimento com planos do seu primeiro jogo original em 2010. O primeiro jogo da Eat Sleep Play foi um porte do jogo Twisted Metal: Head-On de PSP que foi reintitulado de Twisted Metal Head-On: Extra Twisted Edition para PlayStation 2 e não foi um dos três jogos exclusivos de console no acordo.
Após seu trabalho da Sony Computer Entertainment no jogo God of War (PS2) da Santa Monica, Scott e Jaffe expressaram um desejo em focar mais em jogos pessoais de escala menor. Então eles dirigiram ao jogo da PlayStation Network Calling All Cars!, desenvolvido pela Incognito.
A empresa estava sediada em Salt Lake City, Utah, Estados Unidos. A equipe era maioramente composta dos membros originais da SingleTrac que fizeram os dois primeiros jogos de Twisted Metal.
David Jaffe e a Eat Sleep Play desenvolveram um novo jogo de Twisted Metal que foi lançado em 2012.
Após a renúncia de Jaffe em 2012, a Eat Sleep Play se mudou a desenvolver jogos mobile. Em parceria com a Zynga, as empresas lançaram Running With Friends, Looney Tunes Dash! e Ice Age Arctic Blast.
No final de 2016, se uniram a iniciante em VR castAR. No dia 26 de junho de 2017, a Eat Sleep Play foi desligada junto com a castAR quando demitiu funcionários e fecharam as portas e se mudaram para Avalanche Software.

## Jogos

### PlayStation 2
- Twisted Metal: Head-On (Extra Twisted Edition)

### PlayStation 3
- Twisted Metal

### Mobile
- Running With Friends
- Looney Tunes Dash!
- Ice Age Arctic Blast
- Cars vs Bosses